# قيثارة الجاز

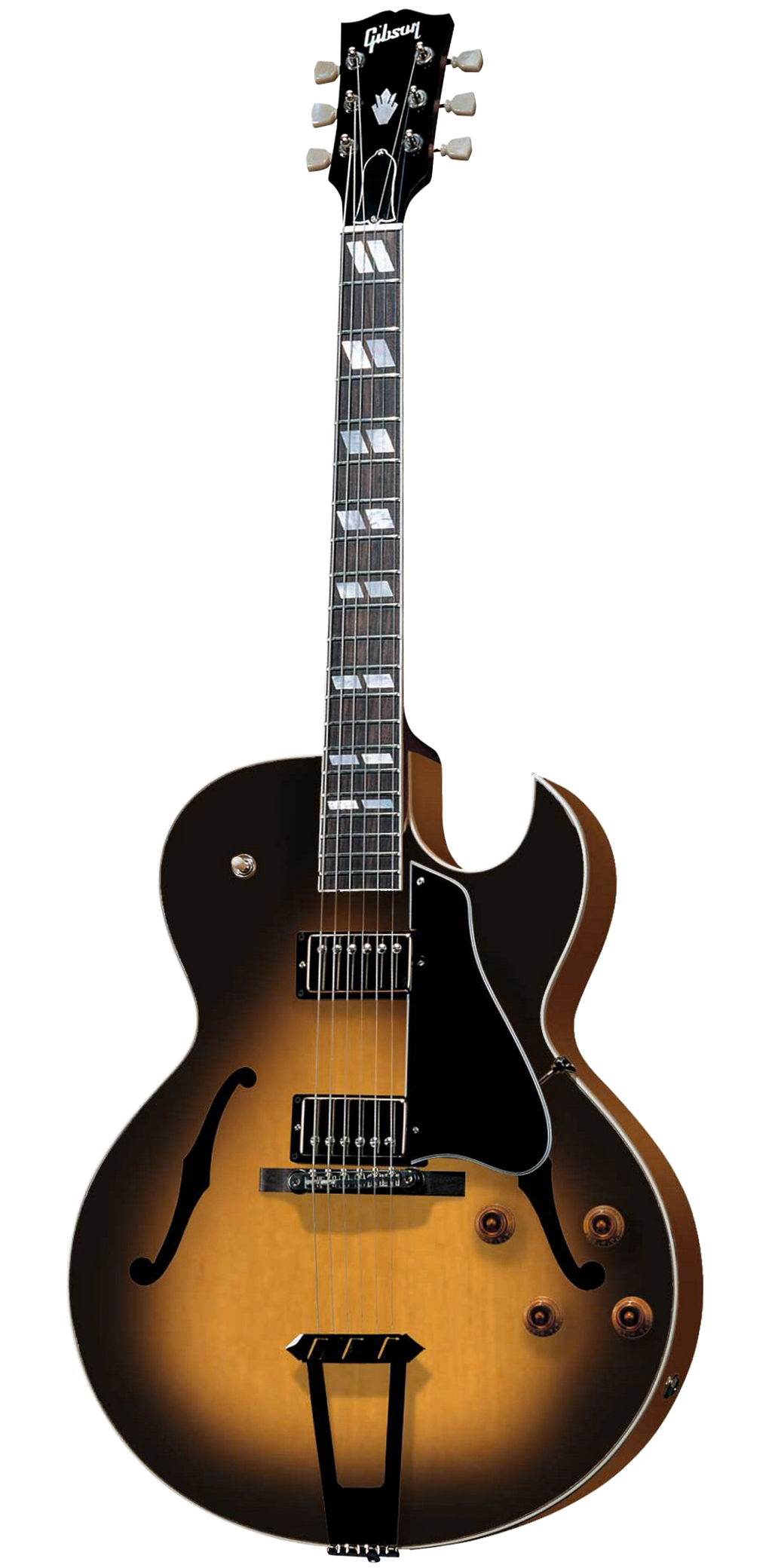
الجيتار الكهربائي هالوبودي وهو جيتار شائع جدا في موسيقى الجاز. جيبسون ES-175 هو مثال كلاسيكي. وقد تم إنتاجه بشكل مستمر منذ عام 1949.

قد يشير مصطلح قيثارة الجاز (بالإنجليزية: jazz guitar)‏ لنوع من الغيتار الكهربائي أو للأساليب المتعددة للعزف على الغيتار المستعملة في الأنواع الموسيقية العديدة التي تسمى عادة «الجاز». ولدت قيثارة أسلوب الجاز نتيجة لاستعمال التضخيم الكهربائي لزيادة جهارة الغيتارات الصوتية التقليدية.
أصبح الغيتار الكهربائي الذي طور في عقد 1930 ضروريا بحيث سعى موسيقيوا الجاز لتضخيم صوتهم ليسمع وسط الفق الكبيرة الصاخبة. عندما امتلك عازفوا الغيتار في الفرق الكبيرة غيتارات صوتية فقط تمكنوا من عزف الكوردات فقط؛ لم يتمكنوا من عزف السولو لأن الغيتار الصوتي ليس آلة صاخبة. بعد تبديل عازفي الغيتار غيتاراتهم الصوتية بغيتارات نصف صوتية وبدأوا باستخدام مضخمات الغيتار، أصبح سماع الغيتار أسهل، مما مكن عازفي الغيتار من عزف مقطوعات سولو على الغيتار. كان لقيثارة الجاز تأثير كبير على الجاز في بداية القرن العشرين. بالرغم من أن الغيتارات الأولى المستعملة في الجاز كانت صوتية وما زالت تستعمل هذه الأخيرة أحيانا في الجاز، إلا أن معظم عازفي غيتار الجاز منذ عقد 1940 عزفوا على غيتارات مضخمة كهربائيا أو غيتارات كهربائية.
يستخدم عادة عازفوا غيتار الجاز الكهربائي غيتارات مقوسة الرأس بصندوق صوت أجوف واسع نسبيا، ثقوب على شكل حرف f مثل الكمان، «جسر معلق»، ولاقط مغناطيسي. تستعمل أيضا الغيتارات صلبة الجسم (دون صندوق صوت) المنتجة كميا منذ أوائل عقد 1950.
تتضمن أساليب عزف غيتار الجاز "comping" أي المصاحبة بعزف تصويتات كوردات الجاز (وفي بعض الحالات مقاطع walking bass) تحت لحن أغنية أو عزف سولو لموسيقي آخر، و "blowing" أي الارتجال فوق تسلسلات تآلفية باستعمال جمل موسيقية بأسلوب الجاز. عندما يرتجل عازفوا غيتار الجاز قد يستعملون سلالم وأوضاعا موسيقية وكوردات مجزأة مرتبطة بالكوردات المكونة للتسلسل التآلفي لمعزوفة بالإضافة إلى مكونات من لحنها.

## التاريخ
في بداية ظهور موسيقى الجاز، كانت الألات النفخية واله الباندجو هي الأساسية في عزف موسيقى الجاز وتم ادخال الجيتار في ثلاثينيات القرن العشرين حيث استخدم جيتار الجاز والذي يتميز ببطون مدورة واصوات عالية وتم ادخال مثل تلك الجيتارات لأول مرة في عزف منفرد من قبل تشارلي كريستيان (بالإنجليزية: Charlie Christian)‏..

## أنواع القيثارات
أقدم القيثارات التي كانت مستخدمة في موسيقى الجاز كانت صوتية، وحلت محلها في وقت لاحق من قبل النموذج الكهربائي مثل جيتار الهامباكر. ظهر اهتمام عازفي الجاز في موسيقى القيثارات الصوتية ذات الشعارات العائمة. تم تصميم القيثارات الصوتية الأصلية لتحسين حجم الصوت: ولهذا السبب تم تصميمها لاستخدامها مع اوتار الغيتار الثقيلة نسبيًا. إلى أن أصبحت جيتارات الكهرباء هي القاعدة، واستمر عازفو الجاز في العزف بسلسلة من 0.012 "قياس أو أثقل لأسباب نغمة. يمكن أن تكون قمة الجيتار المقوسة المميزة مصنوعة من قطعة خشب صلبة محفورة في الشكل المقوس. أو قطعة من الخشب الرقائقي (وهو في الأساس نوع من الخشب الرقائقي) التي يتم ضغطها إلى الشكل، وغالباً ما تستخدم شجرة التنوب للتغلب على القيعان والقيقب للظهور..

## وصلات إضافية
- Jaén, Fernando Alonso (date unknown). “The Archtop Jazz Guitar”
- Wilson, Gerald (2005). Personal interview with the author.
- Yanow, Scott (date unknown). “Wynton Marsalis.” All-Music Guide.

http://www.allmusic.com/artist/p102096
- Yanow, Scott (Date unknown). “Pat Metheny.” All-Music Guide.

[en:Jazz guitar]